# Meskalamdug
Meskalamdug war ein Herrscher des sumerischen Stadtstaates Ur (archäologische Zeitstufe: Ed IIIa).
Er lebte etwa zwischen 2600 und 2500 v. Chr. und wird zur 1. Dynastie gezählt. Sein Sohn Mesanepada ist der erste König von Ur, der in der sogenannten sumerischen Königsliste, einem erhalten gebliebenen Keilschrift-Dokument, erwähnt wird.

## Archäologie
Im oberen Bereich des Grabes 1054 im Königsfriedhofs von Ur fand sich ein Rollsiegel mit der Inschrift „Meskalamdug, König“. Die Beziehung dieses Siegels zu einer der dort bestatteten Personen ist nicht geklärt. Im Königsfriedhof befindet sich ein weiteres mit der Nummer PG 755 bezeichnetes Grab, das einem Meskalamdug zugeordnet werden konnte. Ob es sich bei dieser Person um den Herrscher oder einen Namensvetter handelt, ist bislang allerdings nicht eindeutig geklärt.
Das in der Kampagne 1927–28 von Sir Sir Leonhard Woolley freigelegte ungestörte Schachtgrab PG 755 mit den Maßen 2,5 × 1,5 m ist einer der reichsten Funde auf dem Königsfriedhof. In dem Schacht befand sich ein 1,70 × 0,65 × 0,50 m großer Holzsarg. Der Bestattete lag darin in linksseitiger Hockstellung umgeben von mehreren prachtvollen Grabbeigaben. In der Nähe des Schädels lag ein goldener Helm in Form einer Perücke mit tiefem Sitz bis auf die Wangen sowie ein Axtkopf aus Elektron. Auf Schulterhöhe befanden sich eine goldene Lampe und ein ebenfalls aus Elektron bestehender Kopf einer Doppelaxt. Im Brustbereich wurden zwei Goldschüsseln gefunden. Er trug einen silbernen Gurt, daran ein goldener Dolch und ein Wetzstein aus Lapislazuli. Vor dem Oberkörper des Skeletts lagen mehrere hundert Lapislazuli- und Goldperlen, Kopfschmuck, Armreife, Amulette, halbmondförmige Ohrringe und aus Golddraht geflochtene Ringe.
Der Sarg war umgeben von weiteren Grabbeigaben. Sowohl am Kopf- als auch am Fußende des Sarges fanden sich Reihen aufgestellter Speerspitzen. An weiteren Stellen innerhalb des Grabes fand man gruppenweise Stein-, Ton- und Metallgefäße, verzierte Dolche aus Gold und Bronze, des Weiteren Äxte, Speer- und Pfeilspitzen sowie kupferne Sägen. Auf zweien der goldenen Gefäße und einer Lampe befand sich die Inschrift „Mes-kalam-dug“. Da hier kein Titel genannt wird, war Meskalamdug zur Zeit der Beschriftung (und auch zur Zeit der Bestattung?) kein König.
In einer in Mari von André Parrot auf einer Perle entdeckten Siegelinschrift wird Meskalamdug explizit als Vater des Königs Mes-ane-pada bezeichnet.
Diese beiden Inschriften sowie die Lage des Grabes auf dem Königsfriedhof sind die Grundlage der These, dass es sich bei dem Bestatteten um den Herrscher Meskalamdug handelt. Die Vertreter der Namensvetter-These verweisen auf die vergleichsweise bescheidene Grabausstattung und auf die sich von den eigentlichen Königsgrüften unterscheidende Bestattungsform. Woolley selbst vertrat anfänglich die Herrscher-These, später allerdings änderte er seine Meinung dahingehend, dass der Bestattete selbst kein König war, ohne seine Eigenschaft als Vater des Königs Mes-ane-pada in Frage zu stellen.